# Peter Clack
Peter Clack je australský bubeník. V dubnu roku 1974 se připojil k rockové skupině AC/DC, ve které nahradil Noela Taylora. Se skupinou nahrál jednu píseň na album High Voltage, ale brzy byl vystřídán. Rovněž vystupoval ve videoklipu k písni „Can I Sit Next to You, Girl“ (na nahrávce se však nepodílel). Před nástupem k AC/DC hrál ve skupině Bailey in Flake. Později byl členem skupiny Raw Sylke.